# Nataša Krsmanović
Nataša Krsmanović (Užice, 19 giugno 1985) è una pallavolista serba.
Gioca nel ruolo di centrale nell'Eczacıbaşı.

## Carriera
La carriera di Nataša Krsmanović nella squadra della propria città, lo Jedinstvo Užice, a cui resta legata per tre stagioni, vincendo una Coppa di Serbia e Montenegro.
Nel 2004 si trasferisce in Svizzera, per giocare col Voléro Zurigo. Col club svizzero vince quattro volte il campionato svizzero, quattro volte Coppa di Svizzera e vince anche un Supercoppa svizzera. Ha inoltre disputato la final-four della Champions League 2006-07. Nel 2005 viene convocata per la prima volta nella nazionale serbo-montenegrina, con cui ha vinto la medaglia di bronzo prima al Trofeo Valle d'Aosta, poi al campionato mondiale 2006. Un anno dopo vince la medaglia d'argento al campionato europeo con la nazionale serba.
Nel 2008 viene ingaggiata dal Galatasaray, con cui disputa la final-four della Challenge Cup 2009-10. Con la nazionale nel 2010 trionfa nell'European League, bissata anche nel 2011. Nel 2010 passa alla squadra azera del Rabitə Baku, con cui disputa la finale di Champions League 2010-11, vince cinque scudetti e la Coppa del Mondo per club 2011, mentre con la nazionale serba vince il bronzo al World Grand Prix 2011, l'oro al campionato europeo 2011 e il bronzo all'European League 2012 e al World Grand Prix 2013.
Nel campionato 2015-16 approda in Cina, difendendo i colori del Beijing nella Volleyball League A: terminato il campionato, conclude la stagione in Italia, ingaggiata dal San Casciano, in Serie A1. Dopo qualche mese di inattività, nel campionato seguente torna a giocare in Turchia, vestendo la maglia del Seramiksan; al termine degli impegni con la formazione turca, firma col club rumeno dell'Alba-Blaj, giocando la finale di Champions League.
Nel gennaio 2019, dopo essere rimasta inattiva nella prima metà della stagione, viene ingaggiata dalla formazione serba del TENT disputando alcune partite di Superliga; già nel febbraio successivo accetta però la proposta delle turche dell'Eczacıbaşı con cui scende in campo per la parte finale della Sultanlar Ligi 2018-19.

## Palmarès

### Club
- Campionato svizzero: 4

2004-05, 2005-06, 2006-07, 2007-08
- Campionato azero: 5

2010-11, 2011-12, 2012-13, 2013-14, 2014-15
- Coppa di Serbia e Montenegro: 1

2002-03
- Coppa di Svizzera: 4

2004-05, 2005-06, 2006-07, 2007-08
- Supercoppa svizzera: 1

2006
- Campionato mondiale per club: 1

2011

### Nazionale (competizioni minori)
- Trofeo Valle d'Aosta 2005
- Universiade 2009
- European League 2010
- European League 2011
- European League 2012

### Premi individuali
- 2011 - Superliqa azera: Miglior muro
- 2013 - Champions League: Miglior muro